# Orateur
Pour les articles homonymes, voir Orateur (homonymie).
Un orateur ou une oratrice est une personne que sa fonction conduit souvent à prononcer des discours devant un public ; qui tient des discours en public; personne qui parle en public. Démosthène ou Cicéron étaient de grands orateurs de l'Antiquité.

## Œuvres
- De l’Orateur, traité de rhétorique en trois dialogues, par Cicéron, composé vers 55 av. J.-C.
- L’Orateur, autre traité de Cicéron, composé vers la même époque. Cette œuvre est dédiée à Brutus.
- Vies des orateurs grecs, compilation de biographies historiques formée des matériaux d’une œuvre perdue, composée par Plutarque, intitulée Vie des orateurs grecs.
- Le livre des orateurs, par M. de Cormenin, publié en 1836 sous le pseudonyme de Timon.
- Dialogue des orateurs, attribué à Tacite.
- L’Orateur du Peuple, par Fréron, journal sous la Révolution française.